# 罗宁 (1959年)
罗宁（1959年7月—），汉族，贵州习水人，中华人民共和国地方政府官员、第十二届全国人民代表大会贵州地区代表。

## 生平
毕业于南京气象学院大气物理专业。1982年，进入贵州省气象局系统工作。1995年1月，加入中国共产党。2009年，当选为安顺市市长，是贵州省第一位女性市长（地级市）。2011年9月，任贵州省妇女联合会主席。2013年，担任全国人大代表。2016年1月，任贵州省民政厅厅长。2018年1月，任贵州省政协副主席。